# Corcira Negra

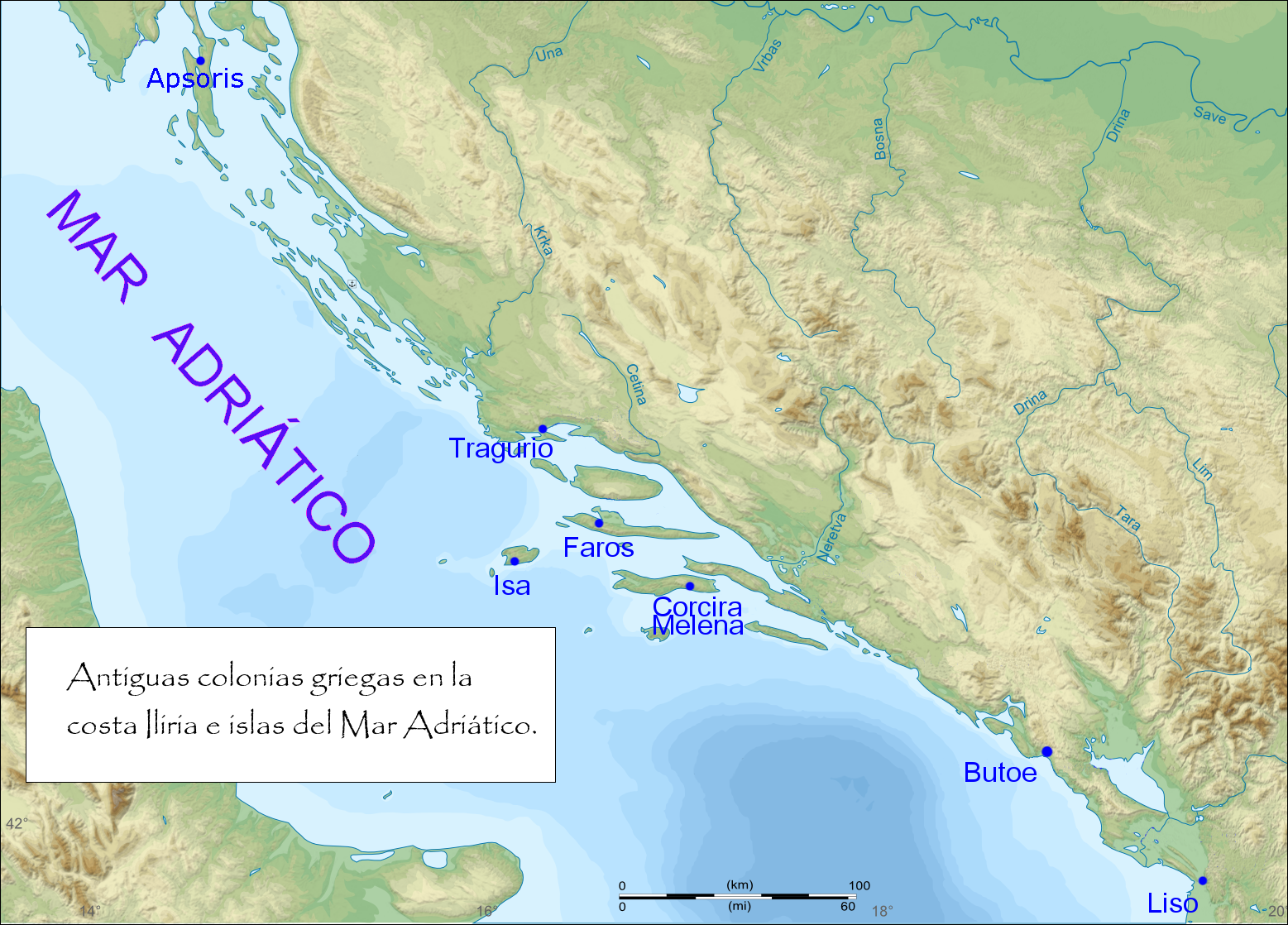
Mapa de las antiguas colonias griegas en Iliria e islas del Mar Adriático con la ubicación de Corcira Negra o Corcira Melena.

Corcira Negra, Cercira negra o Corcira Melena (en griego, Μέλαινα Κόρκυρα) fue una colonia griega de una isla del Mar Adriático a la que se le daba su mismo nombre. Actualmente la isla, en territorio de Croacia, se llama Korčula.
Una leyenda de la mitología griega atribuye su nombre a una hija del río Asopo llamada  Cércira, que fue raptada por Poseidón en Fliunte y llevada a la isla. Le añadieron Negra porque los marinos desde el mar la veían ennegrecida por el bosque.
La fecha de su fundación es dudosa pero se estima que pudo situarse aproximadamente entre los años 625-585 a. C. Tanto Estrabón como Plinio el Viejo y Pseudo-Escimno dicen que había sido fundada por colonos de Cnido. Estrabón la sitúa cerca de los plereos mientras Plinio el Viejo la ubica a veinticinco mil pasos de Isa.

## Decreto fundacional
Además, se conserva un decreto que se ha fechado en torno al año 300 a. C. en el que se dictan leyes de una nueva fundación realizada por habitantes de Isa. Algunos historiadores creen que este decreto se refiere a otra colonia situada en otra parte de la isla pero la opinión mayoritaria es que la primitiva colonia de Cnido debió ser abandonada y los colonos de Isa se ubicaron en el mismo lugar de la antigua colonia.
En el decreto se establece que los primeros que se instalen y fortifiquen la ciudad tienen derecho a un solar en el interior de la ciudad además de otros varios terrenos en el exterior de manera preferencial. Los que lleguen con posterioridad solo tendrán derecho a un solar en la ciudad y un solo terreno en el exterior de entre los que no hubieran sido ya distribuidos. Además se fijaban penas para cualquiera, incluso magistrados, que procedieran a una nueva redistribución de tierras.